# Skróty i skrótowce używane w NATO – Q
- QA
  - Qatar – Katar
  - Quality Assurance
  - gwarancja jakości
  - zapewnienie jakości
- QAT
  - Qatar – Katar
  - Qualification Approval Test – kwalifikacyjne badanie zatwierdzające

- QG – Headquarters – kwatera główna
- QGCA – Advanced Control Headquarters – wysunięta kwatera główna dowodzenia
- QGG – War Headquarters – kwatera główna czasu wojny
- QGGF – Static War Headquarters – stała kwatera główna na czas wojny
- QG NORD – Headquarters Allied Forces North Europe – Kwatera Główna Sił Sprzymierzonych Europy Północnej

- QUARTET – Quick and Ready to Encrypt Text (System) – system szybkiego szyfrowania tekstu